# Usingeriessa decoralis
Usingeriessa decoralis is een vlinder uit de familie van de grasmotten (Crambidae). De wetenschappelijke naam van de soort is voor het eerst gepubliceerd in 1905 door Paul Dognin.
Het exemplaar dat Dognin beschreef was afkomstig uit Loja in Ecuador.